# يحيى اليحياوي
يحيى اليحياوي (مواليد 1 يناير 1961، سيدي قاسم) أكاديمي وباحث مغربي. له عدد من الكتب والدراسات في مجال الإعلام، وهو أستاذ ومحاضر بالعديد من الجامعات والمعاهد والمدارس العليا، بالمغرب وبالخارج.

## مسيرته

### مولده وتعليمه
ولد يحيى اليحياوي في 1 يناير 1961 بسيدي قاسم. حصل على الدكتوراه من كلية الحقوق والاقتصاد بجامعة محمد الخامس بالرباط في التدبير الاستراتيجي للمنظمات، وهو خريج المدرسة الوطنية العليا للبريد والاتصالات ‏ بباريس بدرجة متصرف سنة 1989، وحاصل على دبلوم معهد الأطر العليا في تدبير الاتصالات، من مونريال بكندا.

### مناصبه
شغل منصب أستاذ التعليم العالي زائر سابقا بكلية الآداب بجامعة محمد الخامس بالرباط، وكذا أستاذ التعليم العالي زائر بكلية الحقوق بجامعة محمد الخامس بالرباط. عمل خبيراً لدى منظمة الأمم المتحدة للتربية والعلم والثقافة (اليونسكو)، ولاتحاد إذاعات الدول العربية، ولوزارة الثقافة في المغرب.

## مؤلفاته[4]

### العربية
- 2023: سوق بدون ليبرالية: مقالات في الريع والاحتكار والمنافسة بالمغرب، منشورات إفريقيا/الشرق، بيروت، الدار البيضاء، 144 ص.
- 2016: الخطاب الديني في الفضائيات العربية مقاربة من منظور الموسطة، مؤمنون بلا حدود، 173 ص.
- 2015: المغرب في سياق الربيع العربي: مقالات من وحي الشأن الجاري، طوبريس، الرباط، 206 ص.
- 2015: في الإعلام والسياسة والأخلاق، منشورات عكاظ، الرباط، 168 ص.
- 2010: في القابلية على التواصل ...التواصل في محرك الانترنت وعولمة المعلومات، منشورات عكاظ، الرباط، 272 ص.
- 2008: الإسلام الأوروبي: صراع الهوية والاندماج، مركز المسبار، دبي، 180 ص.
- 2008: العراق القائم والقادم: مقالات عن العراق المحتل، منشورات عكاظ، الرباط، 363 ص.
- 2007: العرب والتكنولوجيا والتوزيع العالمي للمعرفة، المركز العالمي لدراسات وبحوث الكتاب الأخضر، طرابلس، 225 ص.
- 2007: العرب وشبكات المعرفة: دراسة في الموقع والواقع، دار الطليعة، بيروت، 158 ص.
- 2006: حصار الإعلام: دراسات في المشهد الإعلامي العربي المعاصر، منشورات عكاظ، الرباط، 114 ص.
- 2005: احتقار الديموقراطية: دراسات في آليات الاستبداد الجديد، منشورات عكاظ، الرباط، 320 ص.
- 2004: كونية الاتصال، عولمة الثقافة: جدلية الارتباط والممانعة، منشورات عكاظ، الرباط، 257 ص.
- 2004: أوراق في التكنولوجيا والإعلام والديمقراطية، دار الطليعة، بيروت، 175 ص.
- 2003: أسلحة العدوان الشامل: تطرف القوة وعولمة الخوف، منشورات عكاظ، الرباط، 424 ص.
- 2002: في العومة والتكنولوجيا والثقافة: مدخل إلى تكنولوجيا المعرفة، دار الطليعة، بيروت، 183 ص.
- 2002: الإرهاب وأممية الاحتجاج على العولمة، منشورات عكاظ، الرباط، 227 ص.
- 2002: شبكات الإكراه بالمغرب: نموذج التلفزة والاتصالات، منشورات عكاظ، الرباط، 399 ص.
- 2001: العولمة ومجتمع الإعلام، منشورات الزمن، الرباط، 139 ص.
- 1999: العولمة: أية عولمة؟، منشورات إفريقيا/الشرق، بيروت، الدار البيضاء، 223 ص.
- 1999: العولمة الموعودة: قضايا إشكالية في العولمة والسوق والتكنولوجيا، منشورات عكاظ، الرباط، 248 ص.
- 1999: محنة التلفزة بالمغرب، منشورات عكاظ، الرباط، 221 ص.
- 1998: العولمة ورهانات الإعلام، منشورات شراع، طنجة، 101 ص.
- 1997: الوطن العربي وتحديات تكنولوجيا الإعلام والاتصال، البوكيلي للطباعة والنشر، القنيطرة، 218 ص.

### الفرنسية
- Numérique et développement au Maroc : la grande fracture, L’Harmattan, Paris, 326 p (2023)
- (2022) L’Etat-plateforme : innovation disruptive et devenir du service public numérique، Spinelle-Paris, 278 p
- (2022) Les communs numériques. Propriété, économie de partage et gouvernance polycentrique, L’Harmattan, Paris, 196 p
- (2020) Ecosystème des données numériques : Internet des objets, Big Data et intelligence artificielle, Spinelle-Paris, 234 p
- (2021) Economie des plateformes numériques : captation de la valeur, pouvoir de marché et communs collaboratifs, L’Harmattan, Paris, 302 p
- (2011) De la gouvernance des réseaux numériques: cas de l'internet au Maroc, Okad, Rabat, 458 p
- (2002) Mondialisation et stratégies de communication, Ed. Walili, Marrakech, 184 p
- (2001) Internet et société de l’information : Essai sur les réseaux du savoir, Ed. Boukili, Kénitra, 295 p
- (1998) La mondialisation : communication-monde, ultra-libéralisme planétaire et pensée unique, Ed. Boukili, Kénitra, 249 p
- (1996) Mouvance libérale et logique de privatisation : les télécommunications, un service public, Ed. Okad, Rabat, 190 p
- (1995) Les télécommunications à l’épreuve des mutations: Etat, monopole, déréglementation et concurrence, Okad, Rabat, 242 p

## جوائز
- 2021: فاز كتابه "بيئة المعطيات الرقمية" (Ecosystème des données numériques) بجائزة المغرب  للكتاب (مناصفة)، في قسم العلوم الإنسانية.[5]
- 2007: كرمته الجمعية الدولية للمترجمين العرب عن مجموع أعماله.[6]
- 14 نوفمبر 2007: حاصل على وسام التقدير من الجمهورية الجزائرية تقديرا لمجهوداته في خدمة الثقافة العربية.[7]
- 1996: حصل كتابه "الاتصالات في محك التحولات" على جائزة المغرب  للكتاب (مناصفة).[8]